# Lista de capítulos de Kuroshitsuji
O mangá Kuroshitsuji é escrito e ilustrado por Yana Toboso, e é publicado pela editora Square Enix na revista Monthly GFantasy. O primeiro capítulo de Kuroshitsuji foi publicado em setembro de 2006, já tendo ultrapassado mais de 212 capítulos lançados atualmente. Nesta página, os capítulos estão listados por volume, com seus respectivos títulos originais (títulos originais na coluna secundária, os volumes de Kuroshitsuji não são titulados). Alguns capítulos saíram apenas na GFantasy, não tendo sido lançados na forma de volumes, porém, eles também estarão listados aqui.
No Brasil, é licenciado e publicado pela editora Panini desde julho de 2012.

## Volumes 1~10
| - 1. Esse Mordomo, Talentoso - 2. Esse Mordomo, Onipotente - 3. Esse Mordomo, Forte - 4. Esse Mordomo, O Mais Maligno | - 1. その執事、有能 (Sono Shitsuji, Yūnō) - 2. その執事、万能 (Sono Shitsuji, Bannō) - 3. その執事、最強 (Sono Shitsuji, Saikyō) - 4. その執事、最凶 (Sono Shitsuji, Sai Kyō) |

| - 5. Esse Mordomo, Ocupado - 6. Esse Mordomo, Ativação - 7. Esse Mordomo, Caprichoso - 8. Esse Mordomo, Louvável - 9. Esse Mordomo, Encontros | - 5. その執事、多忙 (Sono Shitsuji, Sabō) - 6. その執事、始動 (Sono Shitsuji, Shidō) - 7. その執事、粋狂 (Sono Shitsuji, Suikyō) - 8. その執事、殊勝 (Sono Shitsuji, Shushō) - 9. その執事、邂逅 (Sono Shitsuji, Kaikō) |

| - 10. Esse Mordomo, Olhando para Trás - 11. Esse Mordomo, Recordando Memórias - 12. Esse Mordomo, Retaliando - 13. Esse Mordomo, Assiste um Funeral - 14. Esse Mordomo, Caça | - 10. その執事、回想 (Sono Shitsuji, Kaisō) - 11. その執事、追想 (Sono Shitsuji, Tsuisō) - 12. その執事、反攻 (Sono Shitsuji, Hankō) - 13. その執事、葬送 (Sono Shitsuji, Sōsō) - 14. その執事、狩猟 (Sono Shitsuji, Shuryō) |

| - 15. Esse Mordomo, Sanguessuga - 16. Esse Mordomo, Estrangeiro - 17. Esse Mordomo, Competindo - 18. Esse Mordomo, Sombra - 19. Esse Mordomo, Diferentes Talentos | - 15. その執事、居候 (Sono Shitsuji, Isōrō) - 16. その執事、異邦 (Sono Shitsuji, Ihō) - 17. その執事、拮抗 (Sono Shitsuji, Kikkō) - 18. その執事、尾行 (Sono Shitsuji, Bikō) - 19. その執事、異能 (Sono Shitsuji, Inō) |

| - 20. Esse Mordomo, Ideia - 21. Esse Mordomo, Competição - 22. Esse Mordomo, Coração Puro - 23. Esse Mordomo, Entrelaçamento | - 20. その執事、着想 (Sono Shitsuji, Chakusō) - 21. その執事、競争 (Sono Shitsuji, Kyōsō) - 22. その執事、純情 (Sono Shitsuji, Junjō) - 23. その執事、交流 (Sono Shitsuji, Kōryū) |

| - 24. Esse Mordomo, Em um Palco - 25. Esse Mordomo, Tratamento Médico - 26. Esse Mordomo, Colegas - 27. Esse Mordomo, Espetáculo de Negócios | - 24. その執事、壇上 (Sono Shitsuji, Sanjō) - 25. その執事、治療 (Sono Shitsuji, Chiryō) - 26. その執事、同僚 (Sono Shitsuji, Dōryō) - 27. その執事、興行 (Sono Shitsuji, Kōgyō) |

| - 28. Esse Mordomo, Negociação - 29. Esse Mordomo, Escandaloso - 30. Esse Mordomo, Nutrindo - 31. Esse Mordomo, Observando - 32. Esse Mordomo, Desdém | - 28. その執事、交渉 (Sono Shitsuji, Kōshō) - 29. その執事、醜行 (Sono Shitsuji, Shūkō) - 30. その執事、撫養 (Sono Shitsuji, Buyō) - 31. その執事、歓望 (Sono Shitsuji, Kanbō) - 32. その執事、嘲笑 (Sono Shitsuji, Chōshō) |

| - 33. Esse Mordomo, Confidência - 34. Esse Mordomo, Composto - 35. Esse Mordomo, Realização - 36. Esse Mordomo, Assistente - 37. Esse Mordomo, Marca Nova | - 33. その執事、信望 (Sono Shitsuji, Shinbō) - 34. その執事、従容 (Sono Shitsuji, Shōyō) - 35. その執事、遂行 (Sono Shitsuji, Suikō) - 36. その執事、随行 (Sono Shitsuji, Zuikō) - 37. その執事、新調 (Sono Shitsuji, Shinchou) |

| - 38. Esse Mordomo, Patético - 39. Esse Mordomo, Pasmado - 40. Esse Mordomo, Acomodações - 41. Esse Mordomo, Morte - 42. Esse Mordomo, Substituído | - 38. その執事、悲愴 (Sono Shitsuji, Hisō ) - 39. その執事、咆驚 (Sono Shitsuji, Houkyou) - 40. その執事、収容 (Sono Shitsuji, Shūyō) - 41. その執事、死亡 (Sono Shitsuji, Shibō) - 42. その執事、代行 (Sono Shitsuji, Daikō) |

| - 43. Esse Mordomo, Robusto - 44. Esse Mordomo, Lamentação - 45. Esse Mordomo, Transferência - 46. Esse Mordomo, Desnecessário - 47. Esse Mordomo, Comtemplação | - 43. その執事、屈強 (Sono Shitsuji, Kukkyō) - 44. その執事、哀号 (Sono Shitsuji, Aigō) - 45. その執事、移動 (Sono Shitsuji, Idō) - 46. その執事、不要 (Sono Shitsuji, Fuyō) - 47. その執事、熟考 (Sono Shitsuji, Jukkō) |

## Volumes 11~20
| - 48. Esse Mordomo, Solução - 49. Esse Mordomo, Excêntrico - 50. Esse Mordomo, Enterro - 51. Esse Mordomo, Partida - 52. Esse Mordomo, Operação | - 48. その執事、解決 (Sono Shitsuji, Kaiketsu) - 49. その執事、奇矯 (Sono Shitsuji, Kikyō) - 50. その執事、埋葬 (Sono Shitsuji, Maisō) - 51. その執事、出港 (Sono Shitsuji, Shukkō) - 52. その執事、運航 (Sono Shitsuji, Unkō) |

| - 53. Esse Mordomo, Rixa - 54. Esse Mordomo, Incomparável - 55. Esse Mordomo, Esforço em Vão - 56. Esse Mordomo, Supor - 57. Esse Mordomo, Relutante | - 53. その執事、乱闘 (Sono Shitsuji, Rantō) - 54. その執事、無双 (Sono Shitsuji, Musō) - 55. その執事、徒労 (Sono Shitsuji, Torō) - 56. その執事、見当 (Sono Shitsuji, Kentō) - 57. その執事、苦闘 (Sono Shitsuji, Kutō) |

| - 58. Esse Mordomo, Corte - 59. Esse Mordomo, Compromisso - 60. Esse Mordomo, Chateado - 61. Esse Mordomo, Nascimento - 62. Esse Mordomo, Crescimento | - 58. その執事、手刀 (Sono Shitsuji, Tegatana) - 59. その執事、妥協 (Sono Shitsuji, Dakyō) - 60. その執事、動揺 (Sono Shitsuji, Dōyō) - 61. その執事、誕生 (Sono Shitsuji, Tanjō) - 62. その執事、成長 (Sono Shitsuji, Seichō) |

| - 63. Esse Mordomo, Treinamento - 64. Esse Mordomo, Ferido Gravemente - 65. Esse Mordomo, Lutando Bravamente - 66. Esse Mordomo, Próspero - 67. Esse Mordomo, Comutante | - 63. その執事、修行 (Sono Shitsuji, Shugyō) - 64. その執事、傷重 (Sono Shitsuji, Kizu Omo) - 65. その執事、敢闘 (Sono Shitsuji, Kantousyō) - 66. その執事、狂騒 (Sono Shitsuji, Kyōsō) - 67. その執事、登校 (Sono Shitsuji, Tōkō) |

| - 68. Esse Mordomo, Limpeza - 69. Esse Mordomo, Disfarce - 70. Esse Mordomo, Orientação - 71. Esse Mordomo, Trama - 72. Esse Mordomo, Admiração | - 68. その執事、清掃 (Sono Shitsuji, Seisō) - 69. その執事、変装 (Sono Shitsuji, Hensō) - 70. その執事、方針 (Sono Shitsuji, Yūdō) - 71. その執事、策謀 (Sono Shitsuji, Sakubō) - 72. その執事、賞賛 (Sono Shitsuji, Shōsan) |

| - 73. Esse Mordomo, Consulta - 74. Esse Mordomo, Entrada - 75. Esse Mordomo, Conversando - 76. Esse Mordomo, Manobrando - 77. Esse Mordomo, Performance | - 73. その執事、談合 (Sono Shitsuji, Dangō) - 74. その執事、入場 (Sono Shitsuji, Nyūjō) - 75. その執事、談笑 (Sono Shitsuji, Danshō) - 76. その執事、策動 (Sono Shitsuji, Sakudō) - 77. その執事、演奏 (Sono Shitsuji, Ensō) |

| - 78. Esse Mordomo, Perseguindo - 79. Esse Mordomo, Desfecho - 80. Esse Mordomo, Bom de Boliche - 81. Esse Mordomo, Vitorioso - 82. Esse Mordomo, Gargalhando | - 78. その執事、追走 (Sono Shitsuji, Tsuisō) - 79. その執事、決勝 (Sono Shitsuji, Kesshō) - 80. その執事、好投 (Sono Shitsuji, Kōtō) - 81. その執事、優勝 (Sono Shitsuji, Yushō) - 82. その執事、朗笑 (Sono Shitsuji, Rōshō) |

| - 83. Esse Mordomo, Aprovação - 84. Esse Mordomo, Imaginação - 85. Esse Mordomo, Aterrisando - 86. Esse Mordomo, Na Estrada - 87. Esse Mordomo, Inquérito | - 83. その執事、賛同 (Sono Shitsuji, Sandō) - 84. その執事、想像 (Sono Shitsuji, Sōzō) - 85. その執事、滑走 (Sono Shitsuji, Kassō) - 86. その執事、車上 (Sono Shitsuji, Shajō) - 87. その執事、探訪 (Sono Shitsuji, Tanbō) |

| - 88. Esse Mordomo, Ascensão - 89. Esse Mordomo, Alarmado - 90. Esse Mordomo, Saindo - 91. Esse Mordomo, Mudando - 92. Esse Mordomo, Aprendiz | - 88. その執事、助長 (Sono Shitsuji, Jochō) - 89. その執事、警鐘 (Sono Shitsuji, Keishō) - 90. その執事、退去 (Sono Shitsuji, Taikyō) - 91. その執事、変更 (Sono Shitsuji, Henkō) - 92. その執事、奉公 (Sono Shitsuji, Hōkō) |

| - 93. Esse Mordomo, Descendo - 94. Esse Mordomo, Enfurecido - 95. Esse Mordomo, Desapontado - 96. Esse Mordomo, Encorajado - 97. Esse Mordomo, Curioso - 98. Esse Mordomo, Resposta | - 93. その執事、下降 (Sono Shitsuji, Kakō) - 94. その執事、激昂 (Sono Shitsuji, Gekikō) - 95. その執事、失望 (Sono Shitsuji, Shitsubō) - 96. その執事、勧奨 (Sono Shitsuji, Kanshō) - 97. その執事、感興 (Sono Shitsuji, Kankyō) - 98. その執事、応答 (Sono Shitsuji, Ōtō) |

## Volumes 21~Atual
| - 99. Esse Mordomo, Frenesi - 100. Esse Mordomo, Evasão - 101. Esse Mordomo, Encontro - 102. Esse Mordomo, Limpeza - 103. Esse Mordomo, Desconhecido | - 99. その執事、狂暴 (Sono Shitsuji, Kyōbō) - 100. その執事、脱走 (Sono Shitsuji, Dassō) - 101. その執事、遭逢 (Sono Shitsuji, Sōhō) - 102. その執事、掃討 (Sono Shitsuji, Sōtō) - 103. その執事、不詳 (Sono Shitsuji, Fushō) |

| - 104. Esse Mordomo, Desgraçado - 105. Esse Mordomo, Pronunciamento - 106. Esse Mordomo, Escutando - 107. Esse Mordomo, Extorsão - 108. Esse Mordomo, Submersão | - 104. その執事、不評 (Sono Shitsuji, Fuhyō) - 105. その執事、発表 (Sono Shitsuji, Happyō) - 106. その執事、傾聴 (Sono Shitsuji, Keichō) - 107. その執事、強要 (Sono Shitsuji, Kyōyō) - 108. その執事、潜航 (Sono Shitsuji, Senkō) |

| - 109. Esse Mordomo, Convicção - 110. Esse Mordomo, Surpreso - 111. Esse Mordomo, Ladrão - 112. Esse Mordomo, Solo - 113. Esse Mordomo, Confiante - 114. Esse Mordomo, Violento | - 109. その執事、信仰 (Sono Shitsuji, Shinkō) - 110. その執事、喫驚 (Sono Shitsuji, Kikkyō) - 111. その執事、泥棒 (Sono Shitsuji, Dorobō) - 112. その執事、独唱 (Sono Shitsuji, Dokushō) - 113. の執事、独行 (Sono Shitsuji, Dokkō) - 114. の執事、暴行 (Sono Shitsuji, Bōkō) |

| - 115. Esse Mordomo, Eufórico | - 115. その執事、拝聴 (Sono Shitsuji, Haichō) - 116. その執事、着用 (Sono Shitsuji, Chakuyō) - 117. その執事、丁々 (Sono Shitsuji, Chōchō) - 118. その執事、改装 (Sono Shitsuji, Kaisō) - 119. その執事、示教 (Sono Shitsuji, Shikyō) - 120. その執事、弁情 (Sono Shitsuji, Ben jō) |

| - | - 121. その執事、静聴 (Sono Shitsuji, Seichō) - 122. その執事、不動 (Sono Shitsuji, Fudō) - 123. その執事、待望 (Sono Shitsuji, Taibō) - 124. その執事、明徴 (Sono Shitsuji, Meichō) - 125. その執事、搬送 (Sono Shitsuji, Hansō) - 126. その執事、帰投 (Sono Shitsuji, Kitō) |

| - | - 127. その執事、讃称 (Sono Shitsuji, Sanshō) - 128. その執事、見証 (Sono Shitsuji, Mi-shō) - 129. その執事、錯綜 (Sono Shitsuji, Sakusō) - 130. その執事、認証 (Sono Shitsuji, Ninshō) - 131. その執事、宿老 (Sono Shitsuji, Shukurō) - 132. その執事、嘉賞 (Sono Shitsuji, Kashō) - 133. その執事、没了 (Sono Shitsuji, Botsu-ryō) |

| - | - 134. その執事、嘆傷 (Sono Shitsuji, Tanshō) - 135. その執事、献上 (Sono Shitsuji, Kenjō) - 136. その執事、参上 (Sono Shitsuji, Sanjō) - 137. その執事、折衝 (Sono Shitsuji, Sesshō) - 138. その執事、推敲 (Sono Shitsuji, Suikō) - 139. その執事、執刀 (Sono Shitsuji, Shittō) |

| - | - 140. その執事、主張 (Sono Shitsuji, Shuchō) - 141. その執事、推量 (Sono Shitsuji, Suiryō) - 142. その執事、膺懲 (Sono Shitsuji, Yōchō) - 143. その執事、挙揚 (Sono Shitsuji, Kyoyō) - 144. その執事、御用 (Sono Shitsuji, Goyō) - 145. その執事、護送 (Sono Shitsuji, Gosō) - 146. その執事、遁走 (Sono Shitsuji, Tonsō) - 147. その執事、唐様 (Sono Shitsuji, Karayō) |

| - | - 148. その執事、顰笑 (Sono Shitsuji, Hisomi Emi) - 149. その執事、鳩合 (Sono Shitsuji, Kyūgō) - 150. その執事、魅了 (Sono Shitsuji, Miryō) - 151. その執事、無精 (Sono Shitsuji, Bushō) - 152. その執事、別動 (Sono Shitsuji, Betsu dō) - 153. その執事、会同 (Sono Shitsuji, Kaidō) - 154. その執事、遠方 (Sono Shitsuji, Enpō) - 155. その執事、欠場 (Sono Shitsuji, Ketsujō) - 156. その執事、提唱 (Sono Shitsuji, Teishō) |

| - | - 157. その執事、品評 (Sono Shitsuji, Hinpyō) - 158. その執事、異境 (Sono Shitsuji, Ikyō) - 159. その執事、配送 (Sono Shitsuji, Haisō) - 160. その執事、疎放 (Sono Shitsuji, Sohō) - 161. その執事、執拗 (Sono Shitsuji, Shitsuyō) - 162. その執事、採用 (Sono Shitsuji, Saiyō) - 163. その執事、転倒 (Sono Shitsuji, Tentō) - 164. その執事、先導 (Sono Shitsuji, Sendō) - 165. その執事、教導 (Sono Shitsuji, Kyōdō) |

| - | - 166. その執事、不承 (Sono Shitsuji, Fushō) - 167. その執事、強剛 (Sono Shitsuji, Kyōgō) - 168. その執事、検証 (Sono Shitsuji, Kenshō) - 169. その執事、絶叫 (Sono Shitsuji, Zekkyō) - 170. その執事、流浪 (Sono Shitsuji, Rurō) - 171. その執事、霧消 (Sono Shitsuji, Mushō) - 172. その執事、心療 (Sono Shitsuji, Shinryō) - 173. その執事、療養 (Sono Shitsuji, Ryōyō) - 174. その執事、医療 (Sono Shitsuji, Iryō) - 175. その執事、同情 (Sono Shitsuji, Dōjō) |

| - | - 176. その執事、厨房 (Sono Shitsuji, Chūbō) - 177. その執事、指導 (Sono Shitsuji, Shidō) - 178. その執事、説教 (Sono Shitsuji, Sekkyō) - 179. その執事、報奨 (Sono Shitsuji, Hōshō) - 180. その執事、雇用 (Sono Shitsuji, Koyō) - 181. その執事、講評 (Sono Shitsuji, Kōhyō) - 182. その執事、問答 (Sono Shitsuji, Mondō) - 183. その執事、消亡 (Sono Shitsuji, Shōbō) - 184. その執事、放浪 (Sono Shitsuji, Hōrō) - 185. その執事、同調 (Sono Shitsuji, Dōchō) |

| - | - 186. その執事、専行 (Sono Shitsuji, Senkō) - 187. その執事、独行 (Sono Shitsuji, Dokkō) - 188. その執事、朦朧 (Sono Shitsuji, Mōrō) - 189. その執事、失笑 (Sono Shitsuji, Shisshō) - 190. その執事、小康 (Sono Shitsuji, Shōkō) - 191. その執事、怠業 (Sono Shitsuji, Taigyō) - 192. その執事、懇望 (Sono Shitsuji, Konbō) - 193. その執事、試行 (Sono Shitsuji, Shikō) - 194. その執事、入校 (Sono Shitsuji, Nyūkō) - 195. その執事、謹聴 (Sono Shitsuji, Kinchō) |

| - | - 196. その執事、連想 (Sono Shitsuji, Rensō) - 197. その執事、烏合 (Sono Shitsuji, Ugō) - 198. その執事、電報 (Sono Shitsuji, Denpō) - 199. その執事、陳答 (Sono Shitsuji, Chin Kotae) - 200. その執事、壮行 (Sono Shitsuji, Sōkō) - 201. その執事、潜行 (Sono Shitsuji, Senkō) - 202. その執事、内証 (Sono Shitsuji, Naishō) - 203. その執事、盗聴 (Sono Shitsuji, Tōchō) - 204. その執事、逸走 (Sono Shitsuji, Issō) - 205. その執事、恐慌 (Sono Shitsuji, Kyōkō) |

### Capítulos que ainda não foram compilados em volumes
- 206. その執事、哀傷 (Sono Shitsuji, Aishō)
- 207. その執事、刃傷 (Sono Shitsuji, Ninjō)
- 208. その執事、解放 (Sono Shitsuji, Kaihō)
- 209. その執事、欺罔 (Sono Shitsuji, Gimō)
- 210. その執事、蛇行 (Sono Shitsuji, Dakō)
- 211. その執事、旅装 (Sono Shitsuji, Ryosō)
- 212. その執事、南行 (Sono Shitsuji, Nankō)
- 213. その執事、添乗 (Sono Shitsuji, Tenjō)
- 214. その執事、上昇 (Sono Shitsuji, Jōshō)
- 215. その執事、廃忘 (Sono Shitsuji, Haimō)
- 216. その執事、勘定 (Sono Shitsuji, Kanjō)
- 217. その執事、往訪 (Sono Shitsuji, Ōhō)